# هربرت ويزلي كامينغز
هربرت ويزلي كامينغز هو محامي وقاضي وسياسي أمريكي، ولد في 13 يوليو 1873 في West Chillisquaque Township, Pennsylvania ‏ في الولايات المتحدة، وتوفي في 4 مارس 1956. نشط حزبياً في الحزب الديمقراطي. وقد انتخب عضو مجلس النواب الأمريكي ‏.